# Johann Peter Reinheimer
Johann Peter Reinheimer (* 31. Oktober 1800 in Klein-Gerau; † 9. Mai 1875 ebenda) war ein hessischer Politiker und Abgeordneter der 2. Kammer der Landstände des Großherzogtums Hessen.
Johann Peter Reinheimer war der Sohn des Schultheißen Johann Matthäus Reinheimer und dessen Ehefrau Anna Margaretha, geborene Klink. Reinheimer, der evangelischen Glaubens war, war bis 1875 Bürgermeister in Klein-Gerau und heiratete Anna Rosina geborene Engel.
Von 1854 bis 1856 gehörte er der Zweiten Kammer der Landstände an. Er wurde für den Wahlbezirk Starkenburg 14/Groß-Gerau gewählt.